# Брелес
Бреле́с (фр. Brélès) — муниципалитет во Франции, в регионе Бретань, департамент Финистер, кантон Сен-Ренан. Население — 861 человека (2019).
Муниципалитет расположен в 520 км к западу от Парижа, 230 км к западу от Ренна, 75 км северо-западнее Кемпера.

## Демография
| Год       | 1962 | 1968 | 1975 | 1982 | 1990 | 1999 | 2007 |
| Население | 689  | 624  | 528  | 600  | 763  | 749  | 805  |

## Экономика
В 2007 году среди 534 человек в трудоспособном возрасте (15-64 лет) 420 были активные, 114 — неактивные (показатель активности 78,7 %, в 1999 году было 70,0 %). Из 420 активных работали 390 человек (205 мужчин и 185 женщин), безработных было 30 (15 мужчин и 15 женщин). Среди 114 неактивных 34 человека были учениками или студентами, 52 — пенсионерами, 28 были неактивными по другим причинам.
В 2008 году в муниципалитете числилось 320 налогооблагаемых домохозяйств в которых проживало 856,5 человека, медиана доходов выносила 18 832 евро на одного потребителя.